# Y-O Ranch
Y-O Ranch – jednostka osadnicza w Stanach Zjednoczonych, w stanie Wyoming, w hrabstwie Platte.